# 披针叶乌口树
披针叶乌口树（学名：Tarenna lancilimba）为茜草科乌口树属下的一个种。